# 南通支雲足球倶楽部
南通支雲足球倶楽部（漢音読み：なんつう-しうん-そっきゅうくらぶ、南通支云足球俱乐部）は、中華人民共和国江蘇省如皋市を本拠地とする、中国甲級リーグに加盟するプロサッカークラブ。

## 概要
2014年に広西龍桂達足球俱楽部（中国語：广西龙桂达足球俱乐部）として、広西龍桂達房地産投資有限公司の出資にて、南寧市潤華足球倶楽部の選手を基盤に創立された。2015年に中国乙級リーグに参加。
2015年12月にスポンサ－を変更、江蘇省南通市にフランチャイズを移動し、南通支雲足球倶楽部と改称した。
2018年シーズン、中国乙級リーグ2位でクラブ史上初となる中国甲級リーグへの昇格を果たした。
2022年シーズン、中国甲級リーグ3位でクラブ史上初となる中国超級リーグへの昇格を果たした。
2024年シーズンは中国超級リーグ最下位に沈み、中国甲級リーグへの降格が決まった。